# Дризо, Михаил Александрович
Михаи́л Алекса́ндрович Дризо́ (псевд.: МАД; МAD; Jean Mad; 2 [15] июля 1887, Одесса, Российская империя — 23 сентября 1953, Париж, Франция) — русский и французский художник-график, карикатурист. Автор книги карикатур «Так было…» (1918), посвящённой событиям Первой мировой и Гражданской войн, Февральской и Октябрьской революций, серии шаржей на деятелей культуры русской эмиграции первой волны, карикатур на советских и европейских политических деятелей (В. Ленин, И. Сталин, А. Гитлер и др.).

## Биография

### В Российской империи

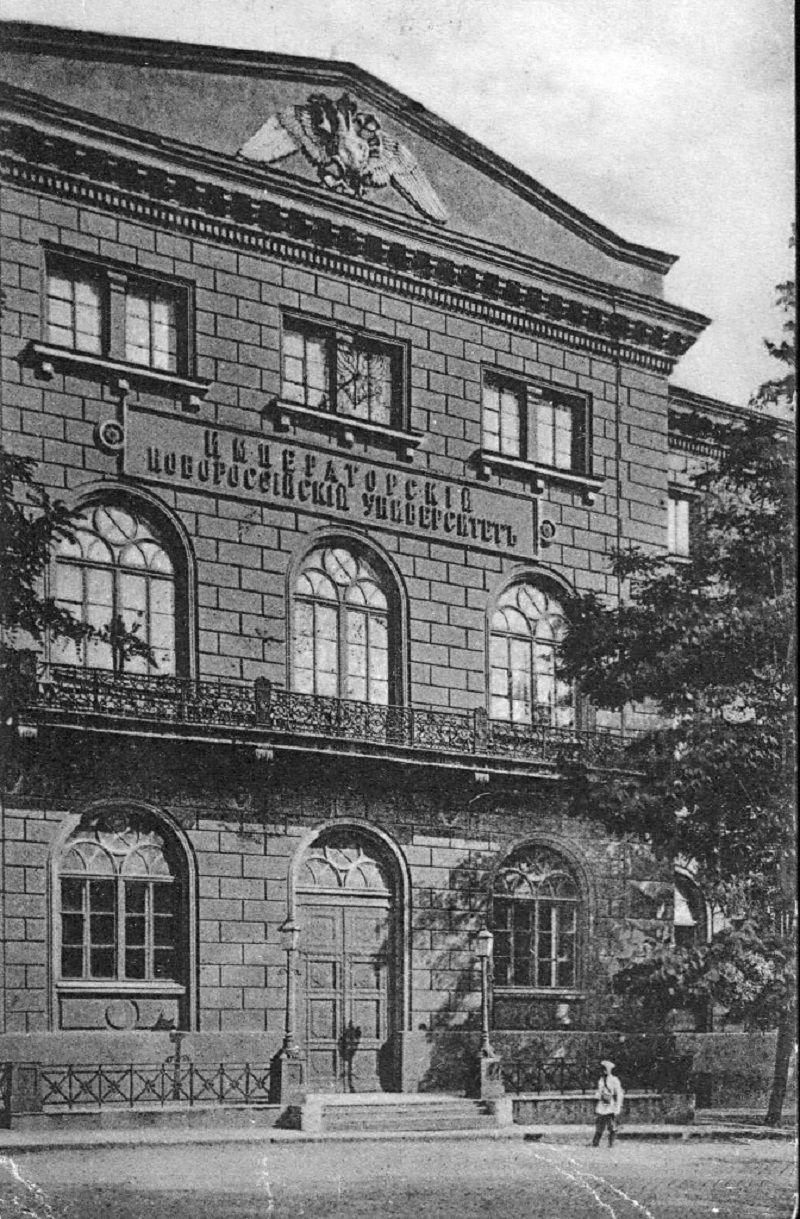
Императорский Новороссийский университет. Конец XIX века

Родился в 1887 году в Одессе в семье врача Саула (Шоеля) Иоакимовича (Алексея, Александра Акимовича) Дризо (1851—?), специалиста по внутренним и детским болезням, в молодости связанного с народовольцами, помогавшего ссыльным и привлекавшегося к суду по делу Веры Фигнер. Мать — Любовь Дризо. Получил образование в реальном училище, затем на юридическом факультете Новороссийского университета (1908—1912). Дебютировал в печати в 1907 году, публиковал карикатуры за подписями «Мих. Др.» и «М. Д.» в одесском еженедельнике «Начало». В 1908 году, будучи студентом-первокурсником, рисовал карикатуры для газеты «Одесский листок», затем сотрудничал и с другими периодическими изданиями, в числе которых журналы «Сколопендра» (1908), «Крокодил» (1911—1912) и др. К моменту завершения учёбы был известным в городе карикатуристом. Окончив университет в 1912 году, не пошёл по юридической стезе, выбрав газетную работу.
В 1908—1919 годах под сложенным из первых букв имени псевдонимом МАД работал с газетами «Одесский листок», «Одесские новости», «Южное обозрение», публиковал карикатуры также в одесских журналах «Бомба» (1917—1919) и «Жизнь» (1918). В сентябре 1918 года выпустил в Одессе посвящённую текущим политическим событиям книгу «Так было…», конфискованную германскими военными властями.

### В эмиграции
В 1919 году эмигрировал в Константинополь, оттуда перебрался в Берлин, в 1924 году — в Париж.
В 1922 году совместно Г. Росимовым основал журнал для детей русских беженцев «Ванька-Встанька», направленный на сохранение связи младшего поколения эмиграции с русской культурой и языком, в 1924—1926 годах был его редактором.
По подсчётам исследователей, в эмиграции МАД сотрудничал с 12 эмигрантскими изданиями, в числе которых «Общее дело», «Иллюстрированная Россия» (1924—1939), «Руль» (1923—1930), «Возрождение» (1925—1930), «Последние новости» (1930—1940), «Свободные мысли», «Бич» и др. и десятками французских газет и журналов («Marianne», «Figaro», «CILACC», «Victoire», «Le Rire» и др.).
15 июля 1942 года, в день своего рождения, был арестован оккупационными властями по доносу за карикатуры на политических деятелей Германии (Гитлер, Геббельс, Геринг и др.). Провёл 10,5 месяцев в заключении в камере на 60 человек военной тюрьмы Шерш-Миди. 25 мая 1943 года оправдан военным трибуналом ввиду того, что карикатуры были созданы «в условиях войны Франции с Германией» и отпущен на свободу. Через полтора месяца был вызван в префектуру, после намёка французского чиновника, что вызов связан с интересом к художнику со стороны гестапо, Дризо с женой Марией срочно уехали из Парижа.

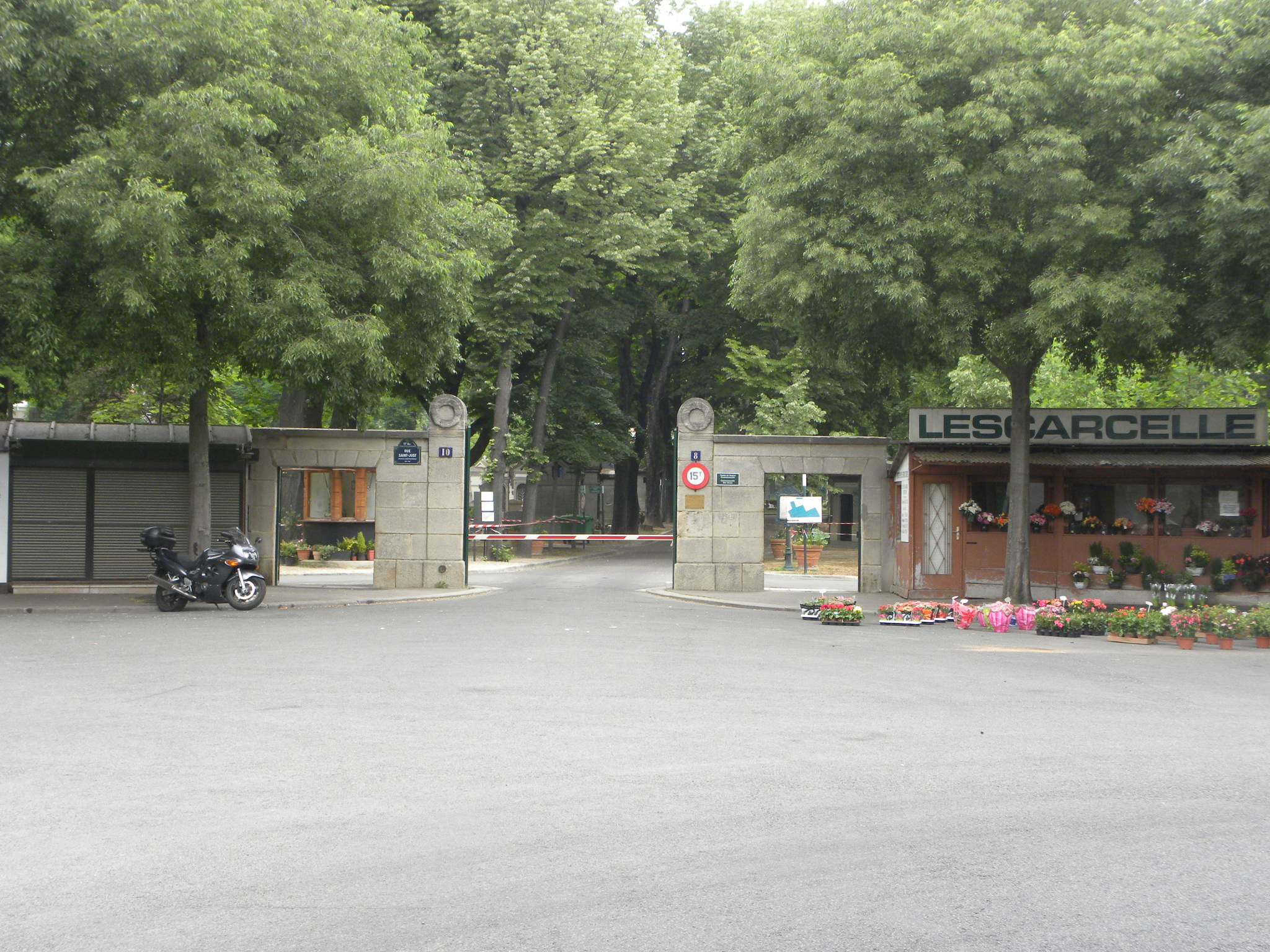
Центральный вход кладбища Батиньоль. Начало XXI века

До окончания войны Дризо под поддельными документами жили на неоккупированной территории на юге Франции, в департаменте Ньевр.
После войны Дризо сотрудничал главным образом с французскими периодическими изданиями. Был членом Союза русских писателей в Париже.
Умер в Париже в 1953 году. Похоронен на парижском кладбище Батиньоль.

## Творчество

### Российский период

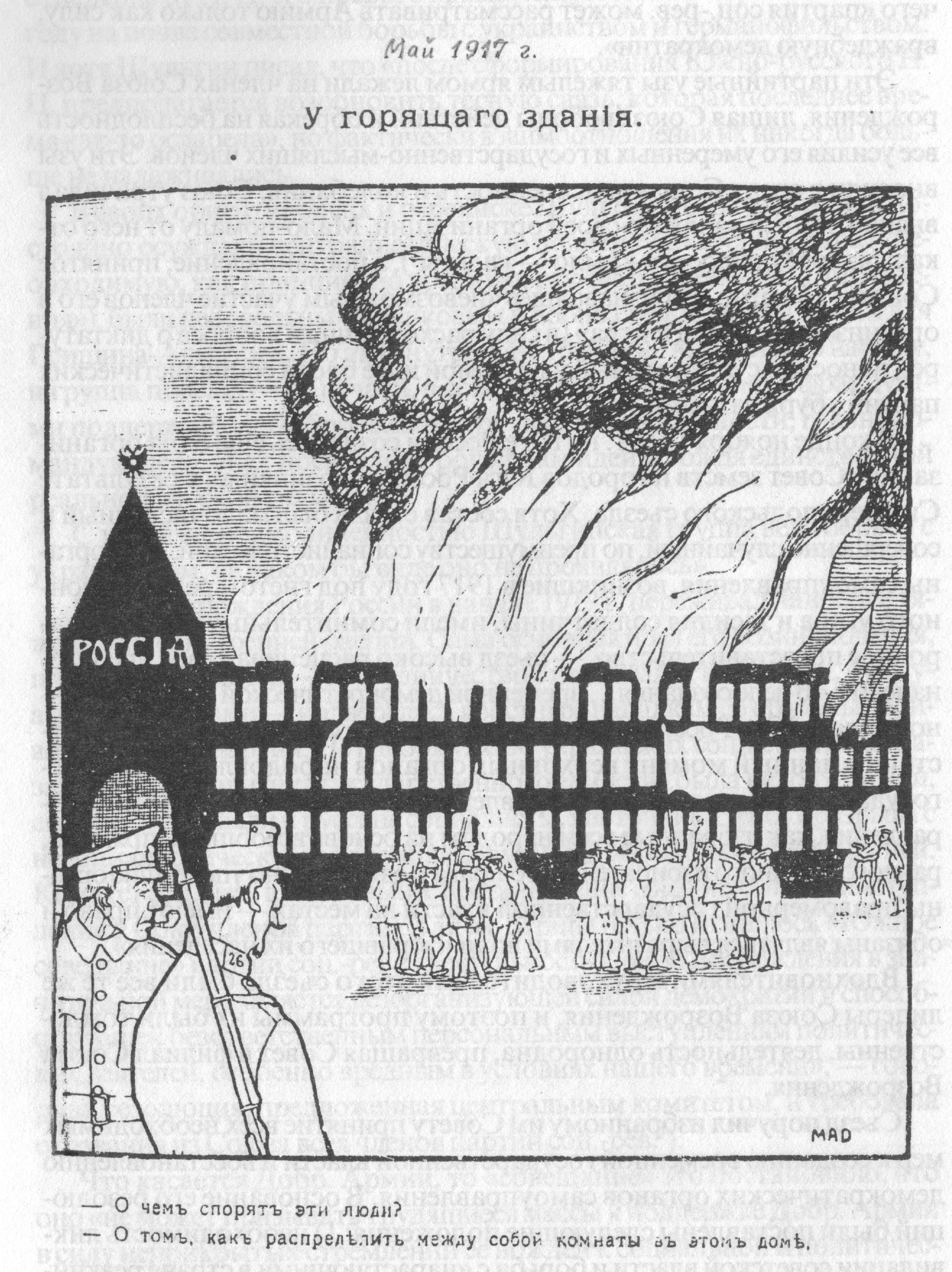
Россия — горящий дом. Май 1917

Согласно воспоминаниям редактора одесской газеты «Южная мысль» Л. Камышникова, сотрудничество Дризо с изданием началось с предложения студентом «очень удачной» карикатуры на авиатора Сергея Уточкина, в тот же день принесшего в редакцию статью о своём полёте. Шарж Дризо пошёл в номер вместе с текстом Уточкина.
С 1908 года до отъезда Дризо в эмиграцию его карикатуры регулярно печатались на страницах одесских газет. Дореволюционные работы художника представляли хронику городской жизни, карикатурное изображение «местных нравов». С началом предшествовавших революции событий он обратился к политической карикатуре — на рисунках появились типажные образы русских, французских, немецких солдат, фигуры исторических деятелей (кайзер Вильгельм, А. Ф. Керенский, В. И. Ленин, Л. Троцкий и др.).
Искусствовед В. Н. Терёхина отмечает, что образ Ленина был создан Дризо по словесным описаниям, без опоры на фотографии. Изначально найденный в первых карикатурах «точный приём» — гротескное заострение «скуластости лица» — был сохранён художником в последующих работах.
Около 60 карикатур, отражающих политические события с марта 1917 по март 1918 года (Первая мировая и Гражданская войны, Февральская и Октябрьская революции) были объединены Дризо в книге «Так было…», выпущенной под псевдонимом МАД в Одессе в сентябре 1918 года и подвергнутой конфискации германскими военными властями. Центральный образ книги — аллегорическое изображение России в виде одинокой «скорбно глядящей» женщины «в расшитом, но заплатанном сарафане», с пустым кошельком, вокруг неё — «столько товарищей и так мало друзей». По оценке исследовательницы творчества художника О. М. Барковской, «всё вместе составило остро характерную, точную картину эпохи».

### Эмигрантский период
Карикатуры МАДа пользовались популярностью у читателей и издателей русского зарубежья, согласно В. Н. Терёхиной, «за сотрудничество с художником боролись ведущие газеты эмиграции».

Россия. Рис. Mad.
(Бич. Париж, 1920. № 10)

Главным направлением творческой деятельности художника была политическая карикатура, темами работ служили события и жизнь населения в советской России. Создаваемые художником образы большевистских вождей, красноармейцев, рабочих и крестьян и картины советской действительности противопоставлялись представленному на советских плакатах — Россия символизировалась руинами и развалинами, фигурировавшими как «детали на заднем плане большинства рисунков, но также и как основная аллегория в центре ряда карикатур», террор и голод символизировались образами смерти (скелет с косой, кровь, виселицы, черепа), большевики изображались с окровавленными руками, Ленин — как «главный палач» и «кровожадный тиран-самозванец», население — голодные обманутые рабочие и «обездоленные крестьяне в лохмотьях», советскую политику символизировал «голубь мира», высиживающий боеголовки.
Карикатуры отличались «беспощадной критикой советского строя и жестокостью в изображении персонажей»:

Особенно это коснулось образа России, превратившейся <…> из процветающей страны (представленной в виде красивой сильной женщины в национальном костюме) в иссохшуюся старуху в лохмотьях, избитую и изуродованную большевиками.
Карикатурам МАДа в жанре политической сатиры свойственны приёмы «деформации лиц», «подчёркнуто гиперболизированное уродство» персонажей, «уничижительные сравнения». Исследовательница Е. Лободенко сопоставляет построенную на антитезах композицию и манеру рисунков карикатуриста с «антинемецкими» европейскими открытками периода Первой мировой войны (работы П. Шатийона, А. Фэвра, А. Зислэна и др.).
Другие сюжеты эмигрантского творчества МАДа связаны с темой беженства, многие из этих работ публиковались в парижском журнале «Иллюстрированная Россия» на отдельной полосе, в рубрике «Карикатура MAD’a». В рисунках нашли отражение ностальгия эмигрантов по родине, освоение ими на чужбине разных профессий, курьёзные ситуации, связанные с недостаточным знанием французского языка, переносом на местную почву русских обычаев и пр. По оценкам исследователей, этим работам свойственна «добрая ирония».
МАД создал также галерею шаржей на деятелей культуры русской эмиграции (Дмитрий Мережковский, Зинаида Гиппиус, Александр Куприн, Марк Алданов, Константин Бальмонт и др.). Графическая манера исполнения МАДом карикатурных портретов определялась характером персонажа — шарж на Мережковского лаконичен, портрет Гиппиус — «многослоен и насыщен деталями».
В эмиграции МАД выступал и как книжный иллюстратор, им проиллюстрированы детская книга Саши Чёрного «Живая азбука» (Берлин, 1922) и первое издание романа Владимира Жаботинского «Пятеро» (Париж, 1936; переизд.: Нью-Йорк, 1947). По оценке В. Н. Терёхиной:

В серии рисунков на темы двустиший Саши Чёрного проявилось композиционное мастерство, любовь к подробной обрисовке деталей, наблюдательность, лиризм, свойственные М. А. Дризо, но не востребованные в полной мере в газетной работе.
В 1939 году МАД выступил художником-оформителем спектакля по пьесе Н. Тэффи «Ничего подобного» о жизни русских в эмиграции, поставленного в парижском Русском театре Н. Н. Евреиновым. В. Н. Терёхина отмечает способствовавшие успеху спектакля «подробную проработку изобразительного ряда пьесы и очевидное совпадение взглядов драматурга и художника».
Выполнил серию гротескных портретов политических деятелей СССР «Советские лики» (И. Сталин, С. Будённый, К. Ворошилов и др.).
В предвоенные годы в карикатурах МАДа возникла антифашистская тема, их объектами были Гитлер, Геббельс, Геринг и другие деятели третьего рейха. Исследователи отмечают сопоставление художником сталинского и гитлеровского режимов и уравнивание их по ряду позиций:

Художник неоднократно сравнивал Сталина с Гитлером и политику советских коммунистов с политикой немецких национал-социалистов — фашистов.
Полоса номера «Последних новостей» от 2 февраля 1940 года с карикатурой МАДа, изображающей Гитлера повешенным, была отрезана цензурой. Последняя карикатура Мада в газете была опубликована в номере от 18 мая 1940 года, накануне закрытия издания.

## Оценки
…Какой Вы замечательный талант, какой блеск и какая беспощадная умница и как я рад, что Вы есть у нас (помимо даже всяких политических пристрастий)…
Творчество МАДa получило высокие оценки современников — Ивана Бунина, Александра Куприна, Марка Алданова и др. Сопоставляя его с художниками П. Щербовым и А. Радаковым и отмечая близость к сатириконским традициям, критик Пётр Пильский выделял МАДа из ряда таких карикатуристов русского зарубежья, как Ре-Ми, Цивись, Михаил Линский, дав ему характеристику: «строгий, прямолинейный, последовательный в своём упрямом гневе, несущий во всём своём творчестве оттенки высокомерия».
Иван Бунин в письме в редакцию «Иллюстрированной России» назвал МАДа «замечательным талантом» и «беспощадной умницей».
Российские исследователи конца XX — начала XXI века, обратившиеся к творчеству МАДа после перестройки, говорят о художнике как о «летописце времени», причисляя его к классикам одесской карикатуры и крупным фигурам в истории современной карикатуры.

## Наследие
Наследие Михаила Дризо хранится в Бахметевском архиве русской и восточноевропейской истории и культуры Колумбийского университета (Нью-Йорк, США). Фонд Дризо содержит 3200 единиц хранения: оригиналы рисунков для российских газет «Одесский листок» и «Одесские новости», эмигрантских изданий «Иллюстрированная Россия», «Последние новости», «Руль», «Возрождение» и французской периодики; письма Марка Алданова, Александра Бенуа, Ивана Бунина, Николая Евреинова, Павла Милюкова, Надежды Тэффи и др. деятелей культуры русской эмиграции; рукопись пьесы Н. Тэффи «Ничего подобного» с рисунками Дризо; копии книги карикатур Дризо «Так было…» (Одесса, 1918) и «Живая азбука» Саши Чёрного (Берлин, 1922) с приложением оригиналов рисунков; Curriculum Vitae, фотографии.
Исследователям известно о двух сохранившихся экземплярах из конфискованного тиража книги «Так было…» — один находится в Бахметевском архиве Колумбийского университета, другой — в Одесской научной библиотеке им. М. Горького.
В 1998 году работы эмигрантского периода посмертно опубликованы в сборнике «Сатира и юмор русской эмиграции».